# Велика коалиција
Велика коалиција је коалициона влада у вишепартијском, парламентарном систему где две или више најјачих политичких партија, које су идеолошки супротстављене или представљају традиционалне изборне противнике стварају коалицију. Свака од две веће партије ће покушати да на сваким изборима освоји што више мандата како би могла да створи већинску владу сама, а ако не успе у томе, да направи коалицију са мањим партијама које су јој идеолошки сличне.
Повремено настају ванредне околности у којима је пожељно да супротстављене политичке партије формирају владу. То се дешава у случајевима националних криза као што су рат и економска криза, где људи осећају потребу за национално јединство или када је потребно постићи консензус о неким тешким и непопуларним мерама. У овом случај, велика коалиција се може створити чак и када једна партија има довољно мандата да сама влада. Пример за ово је случај у Уједињеном Краљевству која је имала велике коалиције током Првог светског рата, Велике економске кризе и Другог светског рата.
Друга могућност за велику коалицију може бити у томе да главне странке имају више идеолошко заједничких ствари једна са другом, него са другим мањим странкама или да је фрагментација мањих странака толико велика да ниједна друга коалиција није стабилна. Пример за то је Аустрија где главне странке левице и деснице често стварају велику коалицију да у владу не би ушле странке крајње левице и крајње деснице.
Велике коалиције се понекад стварају и када је резултат парламентарних избора такав да ниједна од две водеће странке не може саставити сигурну парламентарну већину. Стварање велике коалиције у таквим ситуацијама се сматра бољим решењем од расписивања нових избора, односно формирања нестабилне и нелегитимне мањинске владе. Такве велике коалиције су постале прилично честе у Европи након Другог светског рата, односно након завршетка Хладног рата и окретања многих социјалистичких и социјалдемократских странака према центру, чиме су се почеле брисати идеолошке разлике између њих и демохришћанских странака које су им били главни супарници.
У неким земљама, упорна појава великих коалиција често фрустрира гласаче и мање партије, који се осећају као да им се не нуди прави избор у влади. Неважећи гласови су много чешћи у овим земљама.